# Henri Jaspar
Henri Jaspar, född 28 juli 1870 i Schaerbeek, död 15 februari 1939 i Saint-Gilles, var en belgisk politiker (katolik).
Jaspar blev advokat i Bryssel och 1917 det belgiska advokatsamfundets sekreterare och 1919 ledamot av deputeradekammaren. Han var oktober 1918-november 1920 minister för ekonomiska ärenden i koalitionsministären under Léon Delacroix samt därefter november 1920-mars 1924 utrikesminister först i ministären Carton de Wiart, sedan i ministären Theunis. Jaspar hade jämte Theunis en viktig roll i Belgiens skadeståndspolitik efter första världskriget och företrädde sitt land vid en mängd konferenser (till exempel i Cannes och Genua 1922) och ministermöten (särskilt med franske konseljpresidenten Raymond Poincaré).
Jaspar var premiärminister 20 maj 1926-6 juni 1931 (formellt i två regeringar, Jaspar I och Jaspar II, efter varandra). Hans regering lyckades ta Belgien ur Den stora depressionen. Han tjänstgjorde senare som finansminister 1932-1934 och åter som utrikesminister en period 1934.

## Utmärkelser
- Kommendör med stora korset av Vasaorden, 1923.[5]